# Ogonki (stacja kolejowa)
Ogonki – zlikwidowana w 1945 roku stacja kolejowa w Ogonkach na linii kolejowej Węgorzewo – Kruklanki, w gminie Węgorzewo, w powiecie węgorzewskim, w województwie warmińsko-mazurskim, w Polsce.